# Али ибн Юсуф
Али́ ибн Юсу́ф (араб. علي بن يوسف‎; год рождения неизвестен — умер в 1143) — эмир Альморавидов с 1106 года. Сын Юсуфа ибн Ташфина.
Али находился под полным влиянием альморавидских факихов. В стране преследовалось всякое свободомыслие. К этому добавилось все возрастающее налоговое бремя.
Во внешней политике в начале правления Али Альморавидам сопутствовала удача. В 1110 году брат Али Темим захватил Сарагосу. В этом же году сам Али возглавил поход на Толедо. И хотя сам город захватить не удалось, были заняты некоторые менее важные пункты. Но уже в 1118 году Альфонс I Арагонский отнял у мусульман Сарагосу.
В 1122 году по просьбе Зирида Алии ибн Яхьи флот Альморавидов напал на Сицилию.
В 1121 году среди берберских племен Африки в центре владений Альморавидов вспыхнуло восстание Альмохадов. Али не смог разгромить это восстание до самой своей смерти.
При Али ибн Юсуфе была построена Великая мечеть Алжира.